# Chalchiutotolin

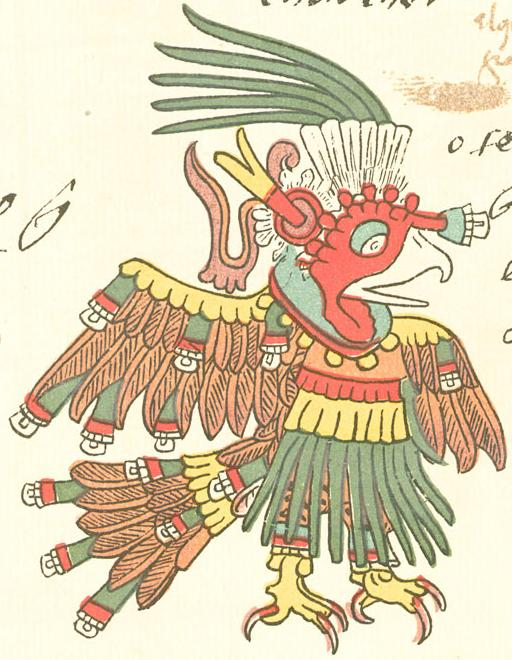
Chalchiuhtotolin, tel que décrit dans le Codex Telleriano-Remensis.

Dans la mythologie aztèque, Chalchiuhtotolin (/tʃɑːltʃiːutoʊˈtoʊlin/ ; Nahuatl pour « dinde de jade ») est un dieu de la maladie et de la peste. Chalchihuihtotolin, la volaille ornée de bijoux, le nahual de Tezcatlipoca. Chalchihuihtotolin est un symbole de sorcellerie puissante. Tezcatlipoca peut inciter les humains à s'autodétruire, mais lorsqu'il prend la forme d'une dinde, il peut également les nettoyer de la contamination, les absoudre de la culpabilité et surmonter leur destin. Dans le tonalpohualli, Chalchihuihtotolin règne sur le jour Tecpatl (couteau de pierre) et sur la trecena 1-Atl (eau).
Les treize jours précédents sont gouvernés par Xolotl. Chalchihuihtotolin a un côté particulièrement pervers. Même si elle est représentée avec les plumes vertes habituelles, la plupart des codex la montrent courbée et avec des yeux noirs/blancs, ce qui est un signe réservé aux dieux maléfiques tels que Tezcatlipoca, Mictlantecuhtli et Xolotl. Une autre représentation du côté pervers de Chalchiuhtotolin comprend l'argent tranchant de ses serres. Son nahual est une dinde dans laquelle il terrorise les villages, apportant la maladie et la maladie.